# Ilija Valov
Ilija Valov (Bulgaars: Илия Вълов) (Knezja, 29 december 1961 – Vratsa, 13 juli 2024) was een Bulgaars voetballer en trainer. Hij heeft gespeeld bij Botev Vratsa, CSKA Sofia, FK Lokomotiv 1929 Sofia, Berliner FC Dynamo, FK Austria Wien, PFK Dobroedzja Dobritsj, Karşıyaka SK en Denizlispor.

## Loopbaan
Valov speelde in 1981 tot met 1988 180 wedstrijden voor Botev Vratsa. Tijdens zijn carrière heeft hij 12 strafschoppen gered in de hoogste afdeling van het Bulgaarse voetbal.

## Persoonlijk leven
Hij is de vader van Valentin Iliev.
Valov overleed in juli 2024 aan een longinfectie. Hij werd 62 jaar oud.